# Partmärkning
Partmärkningar används för att särskilja olika elledningar i en kabel. Vanligast är färgmärkning eller tryckta siffror på ledarna.